# イッツ・アバウト・タイム (ジョナス・ブラザーズのアルバム)
『イッツ・アバウト・タイム』（It's About Time）は、アメリカ合衆国のロック・バンド、ジョナス・ブラザーズのデビュー・アルバムである。2006年8月8日にデイライト・レコードとコロムビア・レコードからリリースされた。Billboard 200で91位。発売一週で10000枚売れた。日本盤未発売。

## 収録曲
1. "What I Go to School For"
2. "Time for Me to Fly"
3. "Year 3000"
4. "One Day At A Time"
5. "6 Minutes"
6. "Mandy"
7. "Just Don't Know It"
8. "I Am What I Am"
9. "Underdog"
10. "7:05"
11. "Please Be Mine"

## パーソネル
ジョナス・ブラザーズ
- ニック・ジョナス (Nick Jonas) – リード・ボーカル、ギター、キーボード、ドラム
- ジョー・ジョナス (Joe Jonas) – リード・ボーカル、タンバリン、キーボード
- ケヴィン・ジョナス (Kevin Jonas) – ギター、バック・ボーカル

参加ミュージシャン
- ジョン・R・アンジャー (John R. Angier) – ピアノ
- ジミー・ボーンズ (Jimmie Bones) – ギター
- サド・デブロック (Thad DeBrock) – ドラム
- スティーヴ・グリーンウェル (Steve Greenwell) – ベース、キーボード
- ジョン・ライダースドルフ (Jon Leidersdorff) – ドラム
- マイケル・マンジーニ (Michael Mangini) – ギター、キーボード